# زائفة قبئية
زائفة قبئية (الاسم العلمي: Pseudomonas poae) هي نوع من البكتيريا تتبع جنس الزائفة من فصيلة الزوائف.